# Phil Hankinson
Phil Hankinson, né le 26 juillet 1951 à Augusta, en Géorgie, décédé le 19 novembre 1996 dans le comté de Shelby, dans le Kentucky, est un ancien joueur américain de basket-ball. Il évolue durant sa carrière au poste d'ailier fort. Il est retrouvé mort dans sa voiture en novembre 1996. Il se serait suicidé selon les autorités.

## Palmarès
- Champion NBA en 1974 avec les Celtics de Boston